# Śródmieście (Wałbrzych)

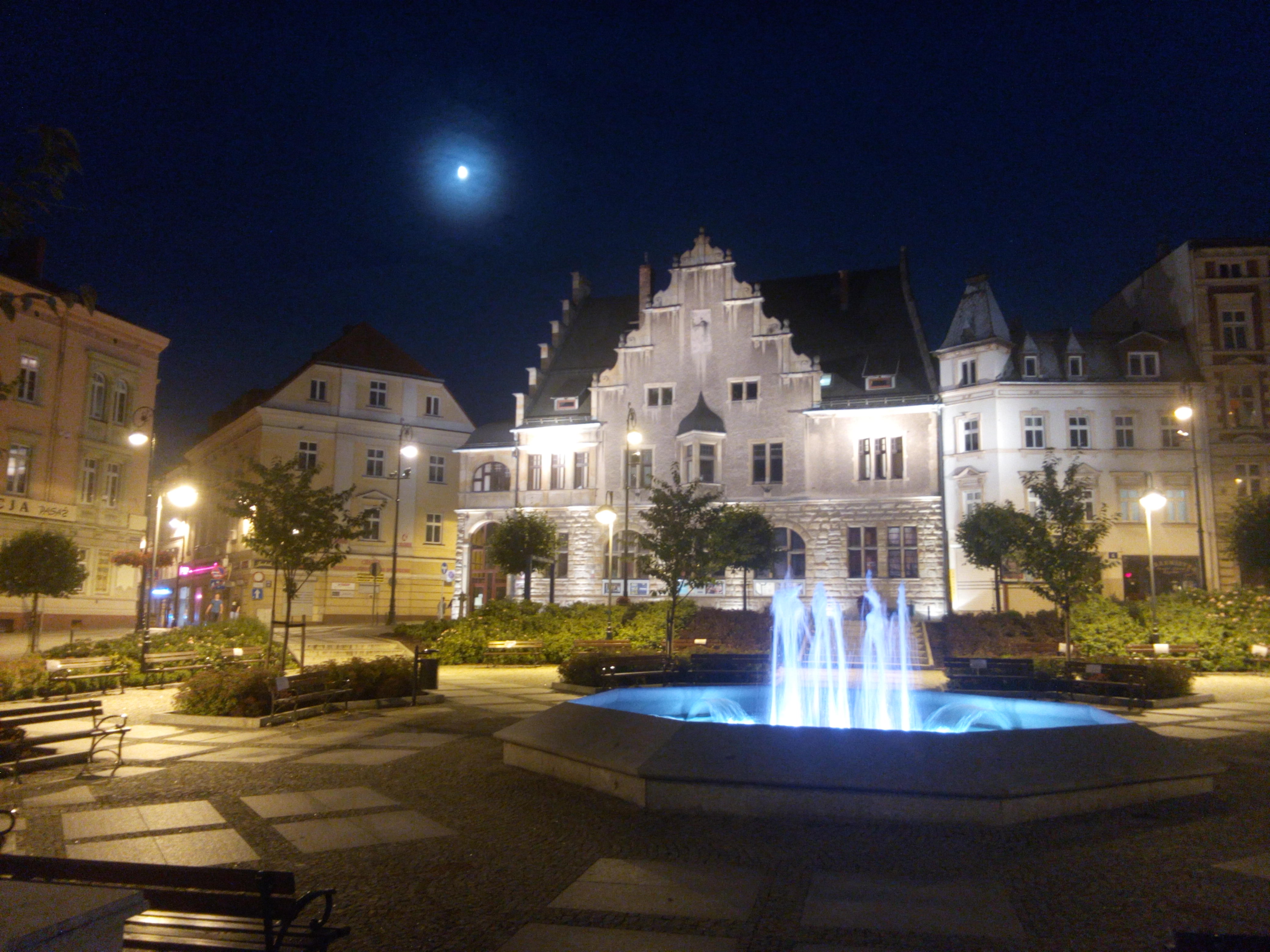
Wałbrzych Śródmieście w nocy

Śródmieście – centralna część miasta Wałbrzycha oraz jednostka pomocnicza miasta.
W śródmieściu znajduje się Urząd Miasta, starostwo powiatowe oraz inne urzędy i instytucje, ośrodki kultury: filharmonia, teatry, biblioteka, muzeum, oraz ośrodki edukacyjne. Ponadto wiele ośrodków medycznych, szpital, przychodnie, gabinety lekarskie, ponadto Komenda Miejska Policji i Komisariat Policji IV, Komenda Miejska Państwowej Straży Pożarnej oraz bary, kawiarnie i markety, w tym na pograniczu Śródmieścia i dzielnicy Sobięcin centrum handlowe Galeria Victoria z multipleksem Cinema City
Według danych z Urzędu Miejskiego w Wałbrzychu na 16 kwietnia 2014 roku dzielnice Śródmieście i Gaj zamieszkuje 14863 osób.

## Główne place i ulice Śródmieścia

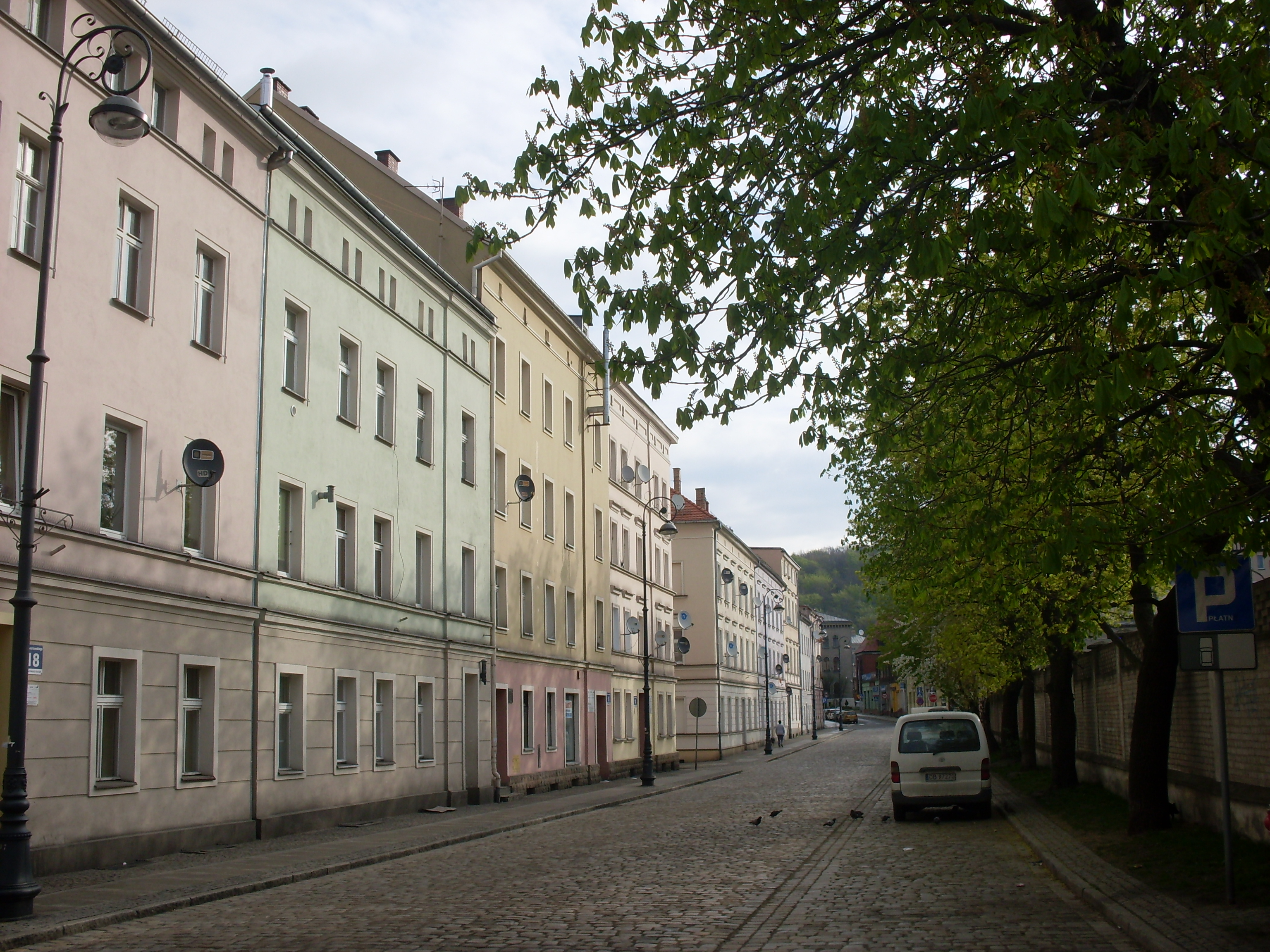
Jedna z ulic śródmieścia ul. Lewartowskiego

- Aleja Wyzwolenia - główny ciąg komunikacyjny w kierunku Podgórza, przy Alei znajduje się siedziba Starostwa Powiatu Wałbrzyskiego, najlepszej szkoły średniej w Wałbrzychu -     II LO im. H. Kołłątaja.
- Rynek – miejsce handlowo-usługowe oraz kulturalne,
- Plac Magistracki – na którym znajduje się Ratusz, siedziba władz miasta
- Plac Grunwaldzki – główny węzeł komunikacji śródmiejskiej.
- Plac Kościelny na którym odbywają się główne uroczystości państwowe
- ulica Słowackiego – ulica Śródmieścia prowadząca od pl. Grunwaldzkiego do Rynku, przy których znajduje się Sąd Rejonowy, Poczta Główna, Urząd Marszałkowski Delegatura w Wałbrzychu
- Plac Teatralny, przy którym znajduje się Teatr Dramatyczny, amfiteatr miejski, oraz hala sportowo-widowiskowa.

## Zabytki
- Kolegiata pw. Najświętszej Maryi Panny Bolesnej i Świętych Aniołów Stróżów
- Sanktuarium Matki Boskiej Bolesnej najstarsza budowla Wałbrzycha potocznie zwana "Sercem Wałbrzycha"
- Rynek – centralny plac miasta z zabytkowymi kamienicami, m.in.: kamienica "Pod Kotwicą", "Kamienica pod trzema różami" oraz kamienica "Pod Atlantami", obecnie siedziba Biblioteki pod Atlantami. Na wałbrzyskim Rynku również są inne zabytkowe kamienice: Kamienica nr 2 - z 1788 r. Kamienica nr 3 - z 1727 r. Między kamienicą nr 1 a kamienicą nr 23 na rogu ulicy Kościuszki stoi kamienica Zakładu Gazowniczego z 1860 r. z rzeźbą chłopca trzymającego w rękach kaganek.
- Muzeum Okręgowe mieszczące się w pałacu Albertich
- kościół ewangelicko-augsburski.
- plac Magistracki z ratuszem i kamienicami.
- Zamek Czettritzów, obecnie siedziba Państwowej Wyższej Szkoły Zawodowej im. Angelusa Silesiusa.
- gmachy sądów przy ulicy Słowackiego

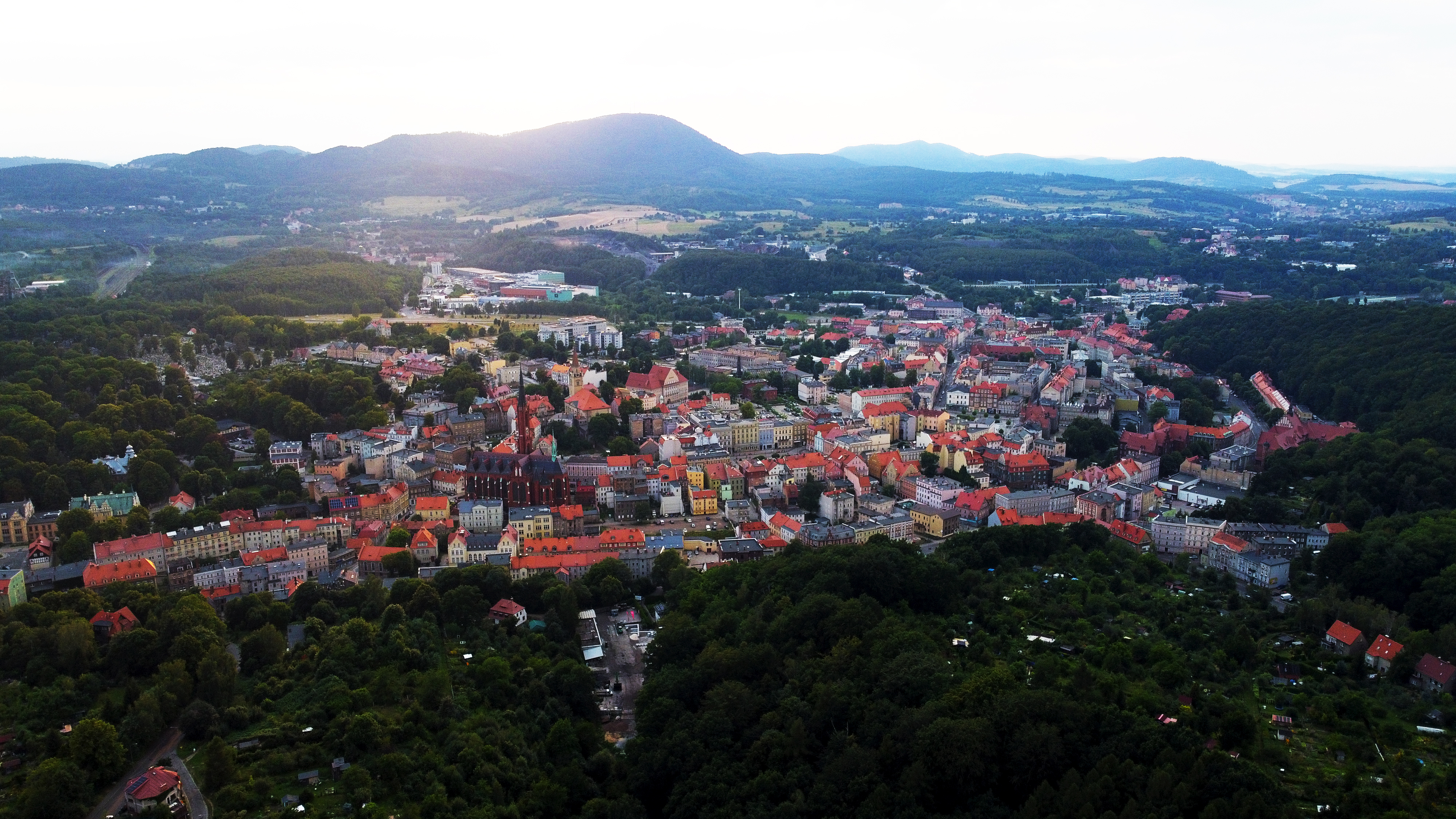
Wałbrzych Śródmieście z lotu ptaka (2023) Mateusz Małkowski

Ponadto wiele ulic z zabytkową architekturą mieszczańską oraz architekturą przemysłową.